# Unión de Lublin

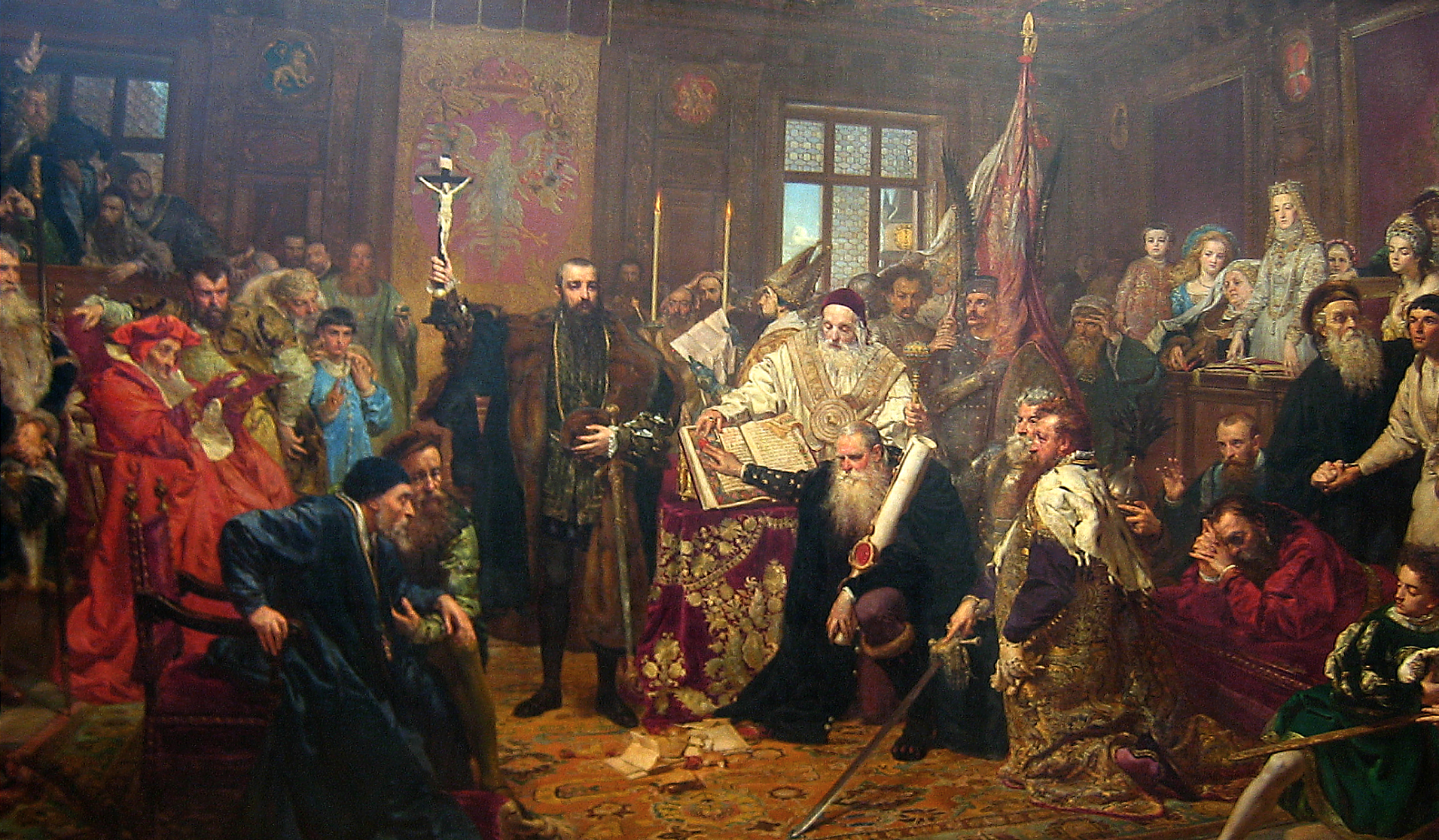
La Unión de Lublin. Pintura de Jan Matejko.

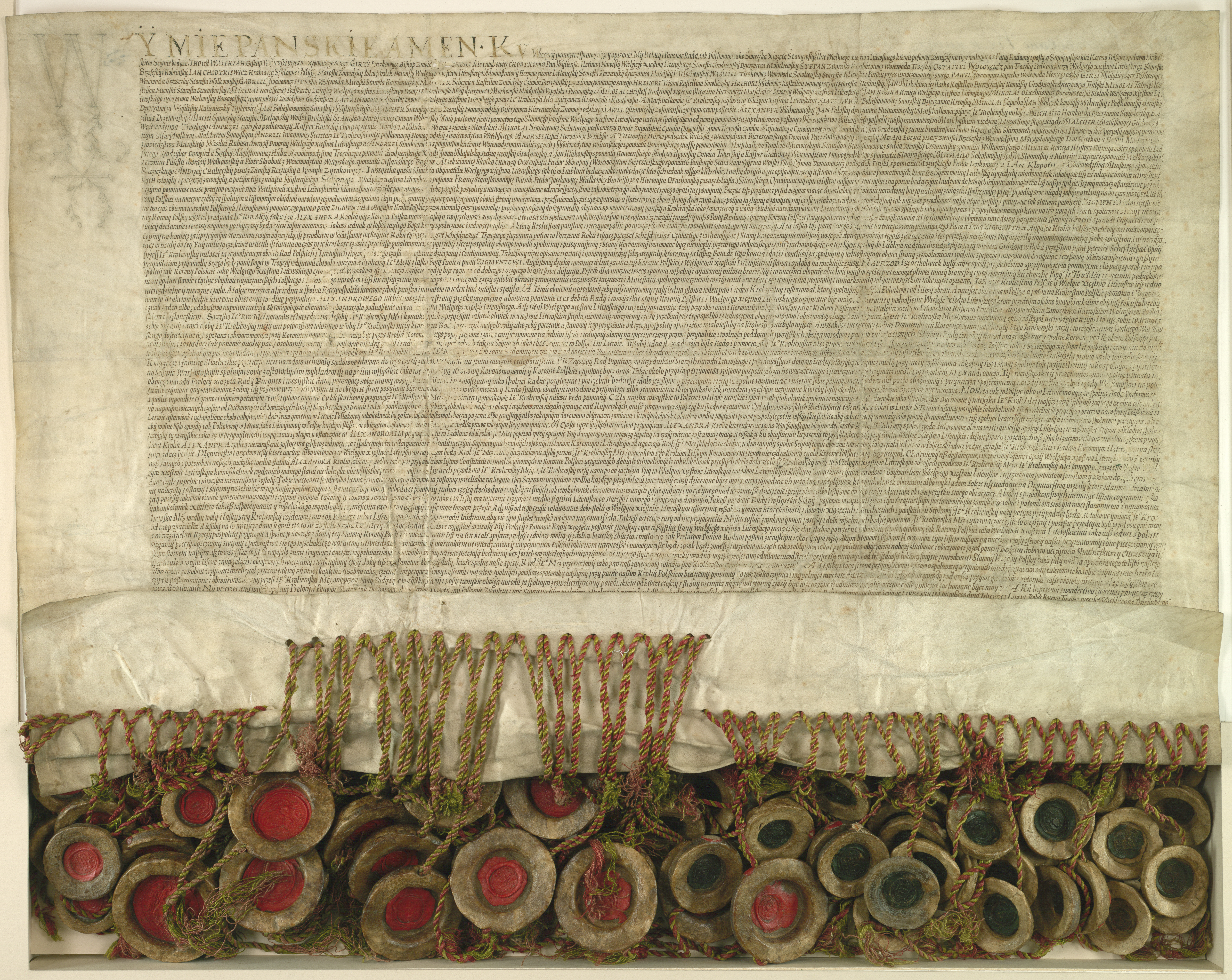
Acta de la Unión de Lublin.

La Rzeczpospolita, República o Confederación polaco-lituana en 1569.

La Unión de Lublin (en lituano: Liublino unija; en ucraniano: Лю́блінська у́нія; en bielorruso: Лю́блінская у́нія; en polaco: Unia lubelska) reemplazó la unión personal del Reino de Polonia y del Gran Ducado de Lituania con una unión real y con una monarquía electiva, dado que Segismundo II Augusto Jagellón, el último descendiente de la Dinastía Jagellón, no tuvo descendencia tras tres matrimonios. Además, la autonomía de los prusianos fue en gran parte abandonada.
Fue firmada el 1 de julio de 1569 en Lublin (Polonia) y creó un único Estado, la República de las Dos Naciones. Esta República fue gobernada por un solo monarca electo quien cumplía los deberes de Rey de Polonia y de Gran Duque de Lituania y que gobernaba con un Senado común y un parlamento (el Sejm). La Unión fue un fase evolutiva en la alianza polaco-lituana y unión personal, necesitada también por la posición peligrosa de Lituania en las guerras con Rusia.
Si bien constituyó un acontecimiento crucial en la historia de varias naciones, la Unión de Lublin ha sido vista de manera bastante diferente por muchos historiadores. Así, los polacos se concentran en sus aspectos positivos, enfatizando su creación pacífica y voluntaria, tanto como su rol en la propagación de la cultura polaca, mientras que los lituanos son más críticos con la Unión al señalar que estuvo dominada por Polonia.
En 2015, los lugares relacionados con la «Unión de Lublin» recibieron el Sello de Patrimonio Europeo, al considerarse esta un importante hito en el desarrollo de los principios de la democracia europea. Están vinculados a la firma de la Unión de Lublin tres monumentos históricos: la Capilla de la Santísima Trinidad, el monumento a la Unión de Lublin y el monasterio dominico.

## Historia

Escudo de armas de la Rzeczpospolita.

### Antecedentes
Se dieron largas discusiones antes de la firma del tratado, dado que los magnates lituanos tenían miedo de perder la mayoría de sus poderes, ya que la unión les igualaría legalmente con la mayoría de la nobleza inferior polaca; sin embargo, Lituania era, cada vez más frencuentemente, derrotada en las guerras con Moscú y para la segunda mitad del siglo XVI enfrentó la amenaza de una derrota total en la guerra livonia y, con ello, su incorporación a Rusia. De otra parte, la nobleza polaca (la szlachta) era renuente a ofrecer ayuda a Lituania sin recibir nada a cambio. Segismundo II Augusto Jagellón, rey de Polonia y Gran duque de Lituania, viendo la amenaza cernirse sobre Lituania y al final sobre Polonia, presionó a favor de la unión y fue ganando gradualmente más adeptos.

### Sejm de 1567
El Sejm se reunió en enero de 1567, cerca del pueblo polaco de Lublin, pero no llegó a ningún acuerdo. En protesta contra la gran presión ejercida por parte de los polacos para firmar el Acta, los lituanos bajo el liderazgo de Mikołaj Radziwiłł el Rojo del palatinado de Vilna dejaron Lublin el 1 de marzo, temiendo que Segismundo tomara una decisión por su cuenta.
El 26 de marzo de 1567, el rey fue forzado por la szclachta a incorporar a la Corona Polaca los territorios sureños de Podlaquia, Volinia, Podolia y Kiev —los restos de los antiguos principados de la Rus de Kiev— controladas por lituanos. Estas regiones históricas conformaban más de la mitad del territorio de la actual Ucrania y fueron en esa época una porción significativa del territorio lituano. La clase alta en estas tierras era mayormente rutena y leal a Lituania. Todos los nobles leales fueron obligados a jurar lealtad al rey de Polonia. Las tierras de aquellos que se negaron a hacerlo fueron confiscadas.
Los lituanos tuvieron que volver al Sejm bajo la dirección de Jan Chodkiewicz (padre de Jan Karol Chodkiewicz) y a continuar las negociaciones usando tácticas ligeramente diferentes que las utilizadas por Mikołaj Radziwiłł el Rojo. Si bien la szlachta polaca quería una incorporación total del Gran Ducado de Lituania en la Corona, los lituanos continuaron oponiéndose y acordaron solamente tener el estatus de estado federal. El 28 de junio fueron superadas las últimas objeciones y, finalmente, el acta fue firmada por el rey en el Castillo de Lublin el 1 de julio de 1569.

## Fin del tratado
La Unión de Lublin fue reemplazada por la Constitución del 3 de mayo desde 1791 cuando la entidad política federal estaba por ser transformada en un Estado unitario por el rey Estanislao II Poniatowski; sin embargo, la constitución no fue completamente aplicada y la Unión cesó con las particiones de Polonia a finales del siglo XVIII, que concluyeron con la de 1795.

## Consecuencias

### Culturales
Tras la Unión, los nobles lituanos tuvieron los mismos derechos formales que los polacos para gobernar las tierras y las personas bajo su control; no obstante, el ascenso político en la Unión dominada por los católicos fue un asunto diferente. En la vida cultural y social, tanto el idioma polaco como el catolicismo se volvieron dominantes para la nobleza rutenia, la mayoría de los cuales fueron inicialmente de habla rutena y ortodoxos de religión; sin embargo, los pobladores, en especial los campesinos, continuaron hablando sus propios idiomas y practicando la religión ortodoxa. Finalmente, esta situación creó una división entre las clases sociales bajas y la nobleza en las áreas lituanas y rutenas de la Unión. Algunos magnates rutenos se resistieron a la polonización al adherirse a la Cristiandad Ortodoxa, obsequiando dádivas generosas a las iglesias ortodoxas rutenas y a las escuelas rutenas. A pesar de ello, la presión debida a la polonización fue más difícil de resistir con cada generación subsecuente y finalmente casi toda la nobleza rutena fue polonizada.
Los levantamientos de cosacos y las intervenciones extranjeras llevaron a las particiones de la Mancomunidad por parte del Imperio ruso, Prusia y el Imperio austrohúngaro en 1772, 1793 y 1795. La Unión de Lublin estuvo también temporalmente inactiva mientras la Unión de Kėdainiai entró en efecto.
Algunos historiadores como Krzysztof Rak consideran que la Unión de Lublin creó un estado similar a la actual Unión Europea, pues comprendían la Mancomunidad (junto con la Unión de Kalmar, las varias actas de unión en las islas británicas y otros tratados similares) como una especie de predecesora del Tratado de Maastricht. El anterior, sin embargo, creó un estado de países más profundamente enlazados que la Unión Europea de hoy en día.

### Económicas
La Mancomunidad provocó la colonización polaca de las tierras rutenias y la servidumbre del campesinado rutenio por la szlachta. A pesar de que la situación de los campesinos en la Unión era bastante extrema comparada con el Oeste, los campesinos en la Mancomunidad tenían más libertad que aquellos de Rusia; de ahí que los campesinos (así como, en menor medida, los nobles y comerciantes) que escapaban de Rusia hacia la Unión se convirtieron en una preocupación importante para el gobierno ruso y fue uno de los factores que llevó a las particiones de Polonia.
Fue introducida una moneda común, el złoty. La ejecución de tierras de la Corona en Polonia no fue extendida al Gran Ducado.

### Geográficas
La Unión creó uno de los estados más grandes y más poblados de la Europa del siglo XVII (excluyendo los estados que no pertenecían completamente a Europa como, por ejemplo, el Zarato ruso o el Imperio otomano).
Al interior de la Unión, Lituania tuvo que aceptar la pérdida de Podlaquia, Volinia, Podolia y la región de Kiev, antiguos territorios del Gran Ducado que fueron transferidos a la Corona Polaca.

### Legales
Bajo la Unión, los sistemas legales del Reino de Polonia y del Gran Ducado de Lituania serían unificados, pero esto nunca sucedió. El bosquejo de la Unión de Lublin proyectaba que Lituania y Polonia estarían unidas más estrechamente de lo que en realidad estaban. El Segundo Estatuto de Lituania de 1566 no había perdido vigencia y algunas de sus disposiciones diferían sustancialmente de las actas de la Unión de Lublin. Finalmente, se adoptó el Tercer Estatuto de Lituania en 1588, pero todavía contradecía a la Unión de Lublin en varios puntos.
Para la firma de la Unión de Lublin, la nobleza polaca veía los Estatutos de Lituania como inconstitucionales, argumentando que ninguna ley podía entrar en conflicto con el texto de la Unión; sin embargo, los Estatutos declaraban que las leyes de la Unión que entraban en conflicto con ellos debían ser declaradas inconstitucionales. El Primer Estatuto de Lituania fue también usado en los territorios de Lituania que fueron anexados por Polonia poco antes de la firma de la Unión de Lublin. Estos conflictos entre los esquemas estatutorios en Lituania y Polonia persistieron por muchos años y el Tercer Estatuto de Lituania se mantuvo en vigencia en territorios del Gran Ducado de Lituania, incluso después de las particiones, hasta 1840.
Los intentos para limitar el poder de los magnates lituanos (especialmente a la familia Sapieha) y de unificar las leyes de la Mancomunidad llevaron al movimiento koekwacja praw (igualdad de leyes) que culminó en las reformas koekwacja de 1697, confirmados en el sejm general de 1698 en el documento Porządek sądzenia spraw w Trybunale Wielkiego Księstwa Litewskego.

### Militares
Polonia proveyó ayuda militar en la guerra tras la unión de las dos entidades, lo que fue crucial para la supervivencia del Gran Ducado de Lituania. Así, Polonia y el Gran Ducado tuvieron políticas de defensa comunes.

### Políticas
La Unión de Lublin originó la fusión de los dos estados en uno confederal; ambos retuvieron grados de autonomía significativos, cada uno de los cuales tuvieron su propio ejército, tesoro, leyes y administraciones. Si bien en teoría los países tenían un estatus equivalente, la más grande y culturalmente más atractiva Polonia fue el socio dominante. Debido a las diferencias demográficas, los diputados polacos superaron en número a los lituanos en el Sejm a razón de tres a uno.
Habría un único señor de Polonia y el Gran Ducado de Lituania, elegido libremente por la nobleza de ambas naciones, que coronaban como rey de Polonia y Gran duque de Lituania en la Catedral de Wawel, en Cracovia.
Un parlamento común –Sejm— celebraba sus sesiones en Varsovia: tenía 114 diputados polacos y 48 lituanos; mientras que el Senado estaba compuesto por 113 representantes polacos y 27 senadores lituanos.
Asimismo, Polonia y el Gran Ducado de Lituania tendría una política exterior común.

## Legado

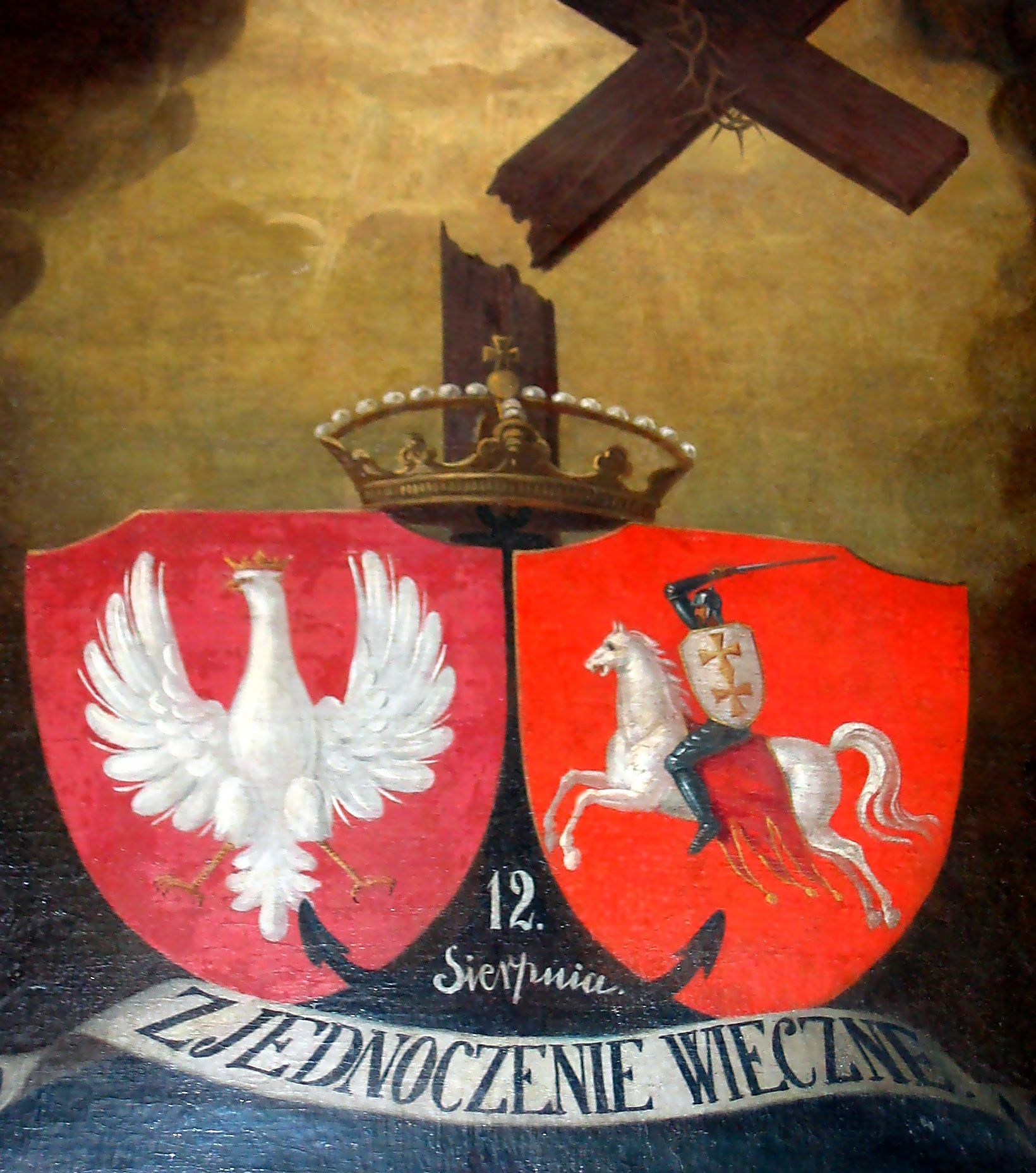
Pintura conmemorativa de la unión polaco-lituana hacia 1861; el lema reza «Unión eterna».

La Unión de Lublin fue el mayor logro y el mayor fracaso de Segismundo. Aunque creó uno de los estados más grandes de la Europa contemporánea, que perduró durante más de 200 años, Segismundo no consiguió llevar a cabo las reformas que habrían establecido un sistema político viable. Esperaba fortalecer la monarquía con el apoyo de la nobleza menor y equilibrar el poder de ésta y de los magnates. Sin embargo, aunque toda la nobleza de la Mancomunidad era en teoría igual ante la ley, el poder político de los magnates no se debilitó significativamente, y al final podían sobornar o coaccionar con demasiada frecuencia a sus hermanos menores.  Además, el poder real siguió menguando, y mientras los estados vecinos continuaban evolucionando hacia monarquías absolutas fuertes y centralizadas, la Commonwealth se deslizó con su Libertad Dorada hacia una anarquía política que finalmente le costó su propia existencia.
Tras el Motín de Żeligowski tras el cual la capital de Lituania Región de Vilna fue ocupada y que finalmente condujo a la anexión de la misma a República de Polonia en 1922, los lituanos renunciaron formalmente a la Unión de Lublin de 1569. 
La actual República de Polonia se considera sucesora de la Mancomunidad polaco-lituana, mientras que la Entreguerras República de Lituania [Lituania|República de Lituania]] veía la creación de la Commonwealth de forma negativa.
El documento original del acta fue incluido en el Registro de la Memoria del Mundo de la UNESCO en 2017. El Triángulo de Lublin, una alianza regional entre Polonia, Lituania y Ucrania, recibió su nombre en referencia a la Unión de Lublin.